# L'Intuition d'une mère

L'Intuition d'une mère (Seventeen & Missing) est un téléfilm canadien réalisé par Paul Schneider et diffusé aux États-Unis le 3 février 2007 sur Lifetime Movie Network.

## Synopsis
Emilie vit séparée de son mari depuis deux ans. Elle rencontre quelques difficultés avec sa fille, Lori, une adolescente qui revendique plus de liberté. Malgré l'interdiction de sa mère, Lori se rend à une soirée chez son amie, Brynn. Au cours de la fête, elle se dispute violemment avec Curt, son petit ami et disparaît. Sa mère a la certitude intuitive qu'elle a été enlevée, mais la police veut croire à une fugue. Emilie et son mari enquêtent et identifient le ravisseur mais alors qu'il allait révéler l'endroit où Lori est séquestrée, il a un accident qui le plonge dans le coma. Lori est enfermée sans eau et risque de mourir si elle n'est pas retrouvée rapidement ...

## Fiche technique
- Titre original : Seventeen & Missing
- Réalisation : Paul Schneider (en)
- Scénario : Kraig Wenman
- Société de production : Fast Productions
- Durée : 90 minutes
- Pays :  Canada

## Distribution
- Dedee Pfeiffer (VF : Brigitte Aubry) : Emilie Janzen
- Matthew Harrison (VF : Éric Aubrahn) : Richard Janzen
- Tegan Moss : Lori Janzen
- Terry David Mulligan : Inspecteur Cornell
- Victor Ayala : Martin Vetter
- Brett Dier : Kevin Janzen
- Natasha Peck : Brynn Welland
- Jared Keeso (en) : Curt
- Karin Konoval (VF : Marie-Martine) : Helen Vedder
- David Neale : Mike
- Anna Williams : Karen
- Taya Calicetto : Jessica
- Caley Honeywell : Officier de police